# مالیخولیا (فیلم ۲۰۱۱)
مالیخولیا (به انگلیسی: Melancholia) یک فیلم علمی تخیلی به کارگردانی لارس فون تریه و محصول سال ۲۰۱۱ می‌باشد. کیرستن دانست به خاطر بازی در این فیلم، در جشنواره کن، جایزه بهترین بازیگر نقش اول زن را برد.
مالیخولیا دومین بخش از سه گانهٔ افسردگی فون تریه است که دو قسمت دیگر آن ضدمسیح و نیمفومانیاک هستند.

## داستان
فیلم روایت گر ۲ داستان جداگانه است؛ داستان اول مربوط به دختری به نام «جاستین» (کریستن دانست) است که در شُرف یک مراسم عروسی بسیار مجلل با مرد مورد علاقه‌اش، «مایکل» (الکساندر اسکارگارد) قرار دارد. جاستین بعد از عروسی، دچار نوعی افسردگی شدید می‌شود که به سبب آن، وی تمام اتفاقات پیرامونش را بد تعبیر می‌کند و به خصوص رابطه ناخوشایندی را با خواهرش آغاز می‌کند، این در حالی است که یک سیاره به نام «مالاخولیا» در حال نزدیک شدن به زمین است و این یعنی پایان دنیا. داستان دوم مربوط به خواهر جاستین به نام «کلیر» (شارلوت گاینزبرگ) و همسرش «جان» (کیفر ساترلند) است. جان ستاره‌شناسی است که پی برده سیاره مالاخولیا در حال نزدیک شدن به زمین می‌باشد… فیلم در شهر ترولهتان سوئد فیلمبرداری شده‌است.